# Diameter
DIAMETER este un protocol de autentificare, autorizare și contabilizare pentru aplicații de genul acces la rețea sau IP mobility. Conceptul de bază este acela de a asigura un protocol de bază care poate fi extins pentru a oferi astfel de servicii pentru accesarea noilor tehnologii. Diameter este proiectat să fie utilizat atât în rețeaua locală, cât și în situații de roamning. 

## Îmbunătățirea față de RADIUS
Numele este o extensie de la protocolul RADIUS, care este îi este predecesor (diametrul -engl: diameter- este dublul razei - engl: radius). Diameter nu este în mod direct compatibil înapoi cu RADIUS, dar asigură o cale de actualizare de la acest. Principalele diferențe sunt:
- folosește protocoale de transport cu confirmare (TCP sau SCTP, și nu UDP)
- folosește securitate la nivelul transport (TLS) sau la nivelul retea (IPsec)
- are suport de tranziție de la  RADIUS
- are un spațiu mai mare pentru AVP-uri (Attribute Value Pairs) și identificatori (32-biți în loc de 8-biți)
- este un protocol peer-to-peer, și nu client-server: suportă mesaje inițiate de server
- atât modelul statefull cât și statless pot fi folosite
- are suport pentru descoperirea dinamică a enpointurilor similare (folosind DNS SRV și NAPTR)
- are negocierea capabilităților
- suportă notificări la nivel aplicație, definește metode de revenire dintr-o stare de eroare și statemachines(RFC 3539)
- are notificarea erorilor
- are un suport mai bun pentru roaming
- se poate extinde mai ușor, noi comenzi și atribute pot fi definite
- este aliniat la margini de 32 de biți
- suport minim pentru sesiunile utilizatori și are suport inclus de evidența folosirii serviciilor

## Descrierea protocolului
Protocolul DIAMETER este descris în RFC 3588 și implementează cerințele minime pentru un protocol AAA. Aplicațiile care implementează protocolul pot extinde protocolul de bază adăugând noi comenzi și/sau atribute. O aplicație nu este un program, ci un protocol bazat pe DIAMETER. Securitatea protocolului este asigurată de IPSEC sau TLS, ambele fiind protocoale bine-cunoscute.